# Wyrlinka
Wyrlinka (bułg. Върлинка) – wieś w Bułgarii, w obwodzie Wielkie Tyrnowo, w gminie Wielkie Tyrnowo. W 2024 roku liczyła jedynie 1 mieszkańca.